# Heracleum aconitifolium
Heracleum aconitifolium är en flockblommig växtart som beskrevs av Jurij Nikolajevitj Voronov. Heracleum aconitifolium ingår i släktet lokor, och familjen flockblommiga växter. Inga underarter finns listade i Catalogue of Life.